# Dankensen
Dankensen ist ein Ortsteil des Fleckens Diesdorf im Altmarkkreis Salzwedel in Sachsen-Anhalt.

## Geographie
Dankensen, ein Rundplatzdorf mit Kirche auf dem Platz, liegt südöstlich des Kernbereichs von Diesdorf in der Altmark. Am nördlichen Ortsrand fließt der Molmker Bach und am westlichen Ortsrand fließt der Bornsener Bach. Das Landschaftsschutzgebiet Salzwedel-Diesdorf liegt nördlich.
Nachbarorte sind Molmke im Westen, Abbendorf im Norden, Hohenböddenstedt im Nordosten, Wüllmersen im Südosten, sowie Bornsen und Drebenstedt im Süden.

## Geschichte

### Mittelalter bis Neuzeit
Erstmals erwähnt wurde das Dorf am 12. Juni 1264 als villa Dhankedessen. Als Danksen es am 21. Februar 1277 erwähnt, als Otto und Werner, Edle von Hadmersleben, vier Hufen im Dorf  dem Kloster Diesdorf schenkten. Im Landbuch der Mark Brandenburg von 1375 wird das Dorf als Danktzen mit einer Mühle aufgeführt. Weitere Nennungen sind 1542 Danßem, 1608 Dancxem, 1687 Dancksen, außerdem 1804 Danksen und Danxden, ein Dorf mit Wassermühle am Molmkebach. Die Mühle lag nordwestlich des Dorfes.
Der alte Ortsname Danksen wurde noch im Jahre 1928 parallel verwendet.

### Herkunft des Ortsnamens
Jürgen Udolph führt den Ortsnamen auf einen Personennamen zurück, dessen Grundform „Thank-hat-es-husen“ gewesen sein könnte.

### Archäologie
Bei der Anlage einer Kiesgrube auf dem Kahnberg östlich von Dankensen wurde im 20. Jahrhundert ein Brandgräberfeld der vorrömischen Eisenzeit entdeckt. 1936 gelangten die ersten Funde in Privatbesitz eines örtlichen Bauern, bei dem 1953 Urnen entdeckt wurden, die im gleichen Jahr in das Danneil-Museum überführt wurden. 1983 entdeckte der örtliche Bodendenkmalpfleger durch Raubgräber zerstörte Gräber. Daraufhin wurde eine Notgrabung unter der Leitung von Rosemarie Leineweber durchgeführt. 1987 wurde die Untersuchung fortgesetzt. Die Masse der Gräber mit Steinschutz und Deckstein sind der älteren und mittleren Jastorf-Kultur zugeordnet worden. Als wichtigster Fund gilt der Teil eines eisernen Kettenplattenschmuckes.
1956 wurde von einem Halskragenfund in Dankensen berichtet.

### Eingemeindungen
Ursprünglich gehörte das Dorf zum Salzwedelischen Kreis der Mark Brandenburg in der Altmark. Von 1807 bis 1813 lag es im Kanton Diesdorf auf dem Territorium des napoleonischen Königreichs Westphalen. Nach weiteren Änderungen kam die Gemeinde 1816 zum Kreis Salzwedel, dem späteren Landkreis Salzwedel.
Am 20. Juli 1950 wurde die Gemeinde Dankensen in die Gemeinde Abbendorf im Landkreis Salzwedel eingemeindet. Seit dem 1. Januar 1991, als Abbendorf in Diesdorf eingemeindet wurde, gehört der Ortsteil Dankensen zur Gemeinde Diesdorf.

### Einwohnerentwicklung
| Jahr | Einwohner |
| ---- | --------- |
| 1734 | 054       |
| 1774 | 108       |
| 1789 | 104       |
| 1798 | 107       |
| 1801 | 108       |
| 1818 | 096       |

| Jahr | Einwohner |
| ---- | --------- |
| 1840 | 145       |
| 1864 | 136       |
| 1871 | 155       |
| 1885 | 134       |
| 1892 | [0]144    |
| 1895 | 150       |

| Jahr | Einwohner |
| ---- | --------- |
| 1900 | [0]157    |
| 1905 | 127       |
| 1910 | [0]129    |
| 1925 | 137       |
| 1939 | 145       |
| 1946 | 210       |

| Jahr | Einwohner |
| ---- | --------- |
| 2015 | [00]52    |
| 2018 | [00]48    |
| 2020 | [00]48    |
| 2021 | [00]47    |
| 2022 | [00]46    |
| 2023 | [0]48     |

Quelle, wenn nicht angegeben, bis 1946

## Religion
Die evangelische Kirchengemeinde Dankensen mit ihrer Filialkirche gehörte früher zur Pfarrei Diesdorf. Sie wird heute betreut vom Pfarrbereich Diesdorf des Kirchenkreises Salzwedel im Bischofssprengel Magdeburg der Evangelischen Kirche in Mitteldeutschland.
Die ältesten überlieferten Kirchenbücher für die Pfarrei Diesdorf stammen aus dem Jahre 1815.

## Kultur und Sehenswürdigkeiten
Die evangelische Dorfkirche Dankensen, ist ein spätromanischer Feldsteinbau, Chor und Schiff stammen vermutlich aus dem 13. Jahrhundert. Die schmalen Fenster und das abgetreppte Nordportal sind rundbogig, das letztere aus Backstein, mit profilierten Kämpfern. Der schiffsbreite quadratische Westturm ist in unregelmäßigerem Feldsteinmauerwerk des 15. Jahrhunderts ausgeführt und mit stichbogigen Öffnungen in Backstein versehen.
Im Innern ist das Bauwerf flachgedeckt und zeigt einen schmalen runden Triumphbogen. Emporen sind im Westen und Norden eingebaut, die letztere trägt das Datum 1688. Dendrochronologische Untersuchungen datierten Hölzer der Emporeneinbauten auf das Jahr 1431, während die Deckenbalken auf 1733 datiert wurden.
Im Chor ist eine kleine Sakramentsnische mit beschlagener Tür und rundbogiger Piscina eingelassen. Reste spätgotischer Wandmalereien wurden ab 1965 freigelegt, erhalten ist davon nur die Zeichnung an der Nordwand des Chores, mit Darstellung der Kreuztragung und Kreuzigung Christi, rechts des Triumphbogens der Heilige Christophorus, dahinter die Gregorsmesse.
Ein Schnitzaltarretabel vom Ende des 15. Jahrhunderts zeigt im Schrein die Muttergottes zwischen den Heiligen Katharina und Barbara, in den Flügeln die zwölf Apostel, über dem Schrein ein kleiner spätgotischer Kruzifixus. Mitten im Schiff steht die gemauerte achteckige Taufe, die auf das Jahr 1649 datiert ist.
- Die Kirche ist vom Ortsfriedhof umgeben.

## Söhne und Töchter
- Heinrich Mahlke (1851–1921), Schneidermeister und Mitglied des Deutschen Reichstags (1903–1907)